# Веденовка (Мелеузовский район)
Веденовка — упразднённая деревня Нордовского сельсовета Мелеузовского района.

## География
Находился у реки Сухайля.

## История
Основан, как пишет А. З. Асфандияров, в 1882 г. переселенцами из Тамбовской, Рязанской, Пензенской, Казанской и Нижегородской губерний на арендованной у башкир д. Сабашево земле. Назван посёлком Введенский, ставший позднее д. Старовведеновка. Деревня с названием Веденовка основана в начале XX века.
По состоянию на 1 июня 1952 года в Дмитриевский сельсовет входили:
д. Нововведеновка (31 км до Мелеуза, 1 км до с. Дмитриевка, 13 км до Зиргана); д. Старовведеновка (32 км до Мелеуза, 2 км до с. Дмитриевка, 15 км до Зиргана).
По данным на 1969 год в Дмитриевском сельсовете д. Нововеденовка (31 км до Мелеуза, 1 км до д. Дмитриевка, 13 км до Зиргана), население 29 человек и д. Старовведеновка (32 км до Мелеуза, 2 км до д. Дмитриевка, 15 км до Зиргана), население 36 человек.
В 1972 году деревня Старовведеновка была упразднена и Нововеденовка стала называться Введеновка.
По состоянию на 1 июля 1972 года в Нордовском сельсовете находилась д. Веденовка, географическое положение которой (31 км до Мелеуза, 12 км до с. Нордовка, 13 км до Зиргана) идентично Нововведеновке.
Официально закрыта в 1979 году. Указ Президиума ВС Башкирской АССР от 29.09.1979 № 6-2/312 «Об исключении некоторых населенных пунктов из учётных данных по административно-территориальному делению Башкирской АССР» гласил:

Президиум Верховного Совета Башкирской АССР постановляет: 

В связи с перечислением жителей и фактическим прекращением существования исключить из учётных данных по административно-территориальному делению Башкирской АССР следующие населенные пункты

по Мелеузовскому району:

деревни Веденовка и Чуфаровка Нордовского сельсовета
— Указ Президиума ВС Башкирской АССР от 29.09.1979 № 6-2/312 «Об исключении некоторых населенных пунктов из учетных данных по административно-территориальному делению Башкирской АССР»

## Население
В конце XIX века в пос. Введенский (Старовведеновка) жили 388 человек. Введенский поселок показан за 1902 г. с населением 202 человека.
По переписи 1920 года в д. Введеновка проживали 259 человек.
По данным на 1969 год в д. Нововеденовка население 29 человек и в д. Старовведеновка — 36 человек.

## Инфраструктура
В конце XIX века на 55 дворах было, как пишет А. З. Асфандияров, лошадей — 217, крупного рогатого скота — 149, овец и коз — 584 головы.
В 1920 г. в д. Введеновка 39 дворов.